# Berriatua
Berriatua (spanisch Berriatúa) ist eine Gemeinde im spanischen Baskenland, Provinz Bizkaia. Die Gemeinde hatte mit Stand vom 1. Januar 2022 insgesamt 1220 Einwohner.
Von 1974 bis 1983 war Berriatua mit der Nachbargemeinde Ondarroa vereinigt. Die Gemarkungen Milloi, Asterrika und Magdalena formen die Ortschaft und Gemeinde.

## Geografie
Berriatua liegt als Ort nur wenige Kilometer südlich der Atlantikküste und als Gemeinde unmittelbar am Golf von Biskaya in einer Höhe von ca. 35 m. Die Provinzhauptstadt Bilbao liegt etwa 50 Kilometer westlich. Durch die Gemeinde führt der Fluss Artibai.

## Bevölkerungsentwicklung
| Jahr      | 1970 | 1981 | 1991 | 2001 | 2011 | 2021 |
| Einwohner | 2069 | -    | 1020 | 944  | 1257 | 1232 |

## Sport
Im Jahr 2023 führte die Tour de France auf der 3. Etappe durch Berriatua. Auf der GI-2405 wurde mit der Côte de Milloi (162 m) eine Bergwertung der 4. Kategorie abgenommen. Diese sicherte sich der US-Amerikaner Neilson Powless.

## Sehenswürdigkeiten
- Peterskirche (Iglesia de San Pedro)
- Magdalenenkapelle
- Laurentiuskapelle

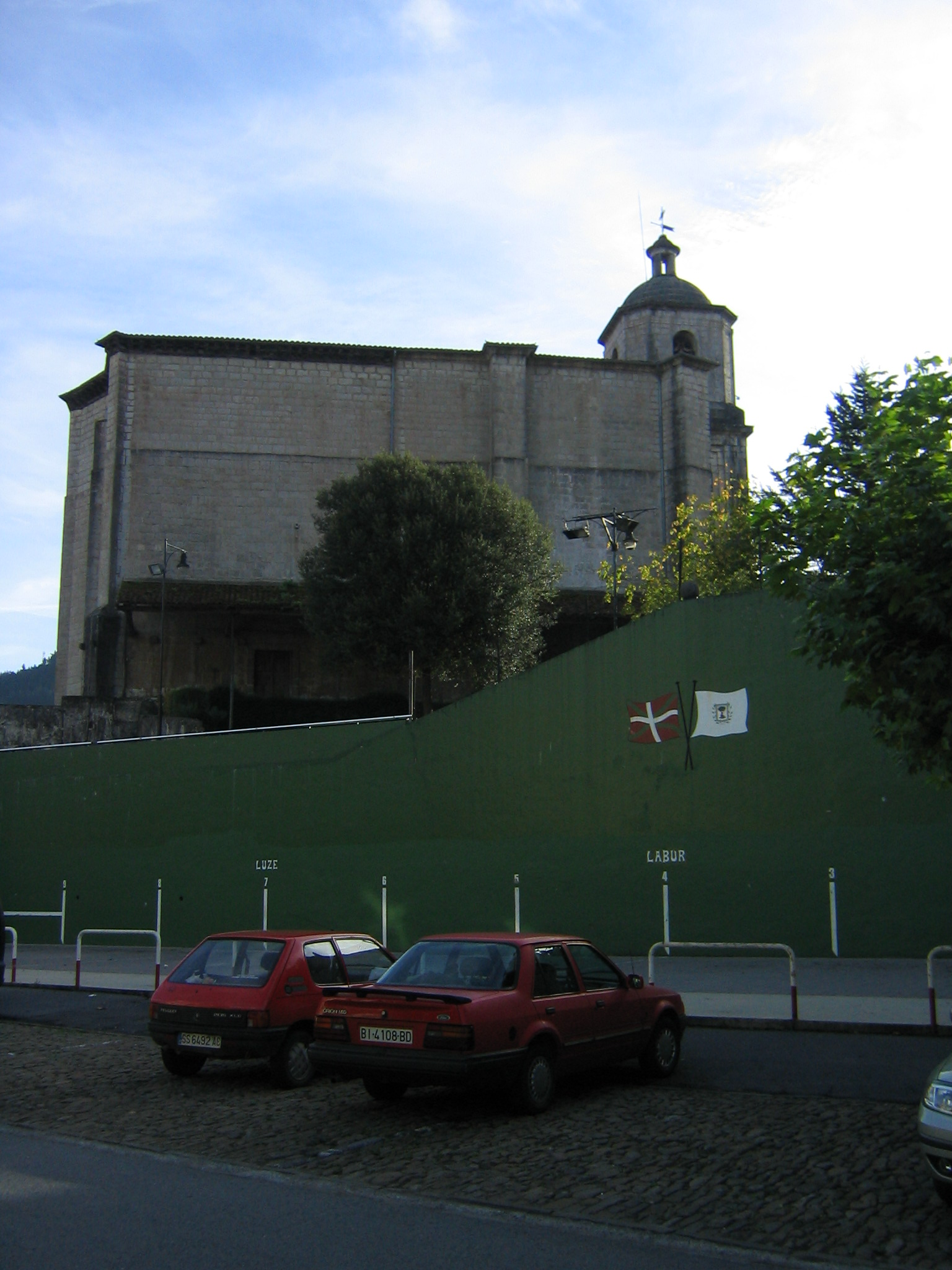
Peterskirche
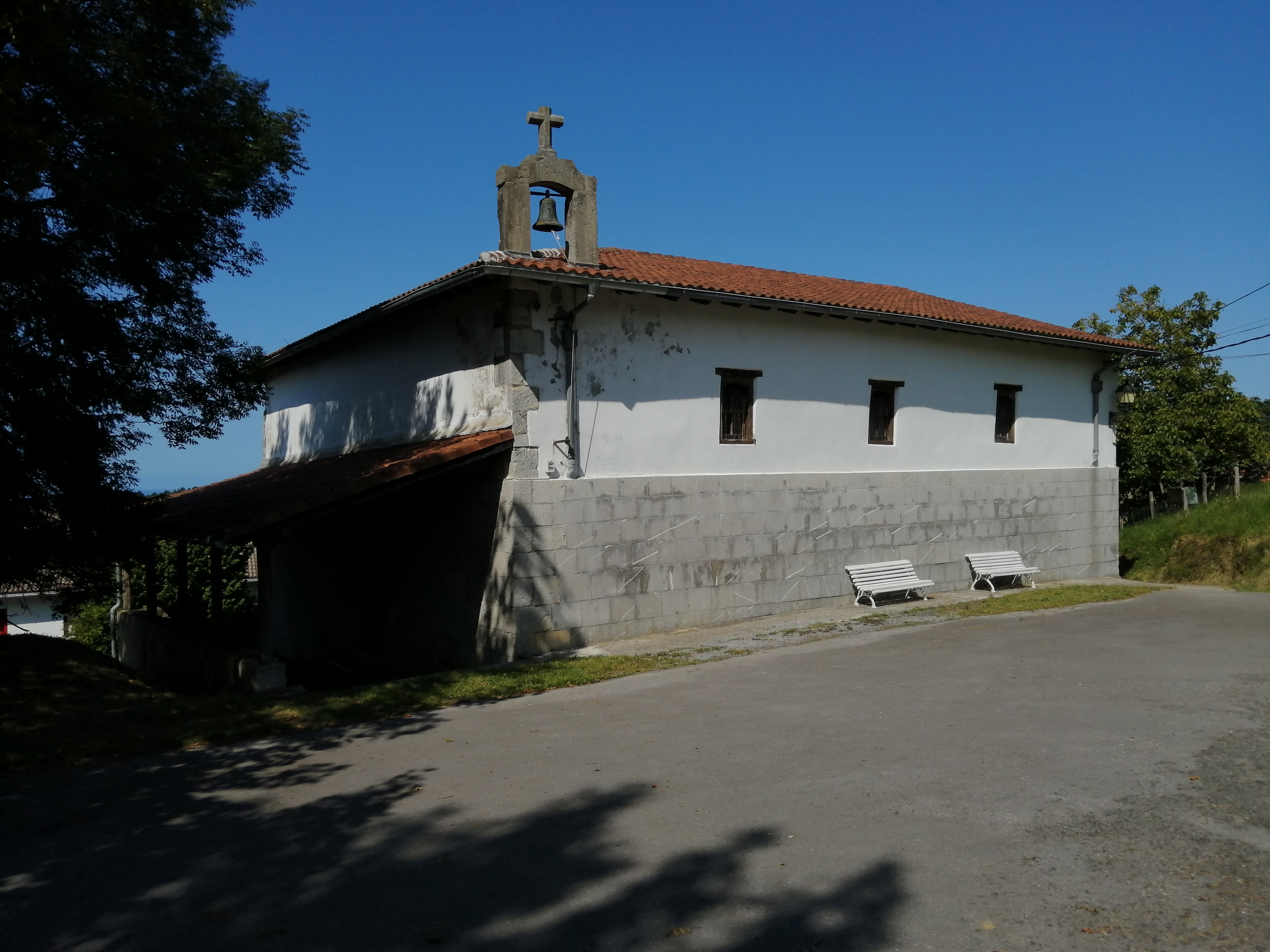
Laurentiuskapelle

## Persönlichkeiten
- Francisco Goenaga (1913–Todesdatum unbekannt), Radrennfahrer
- Jagoba Arrasate (* 1978), Fußballspieler und -trainer
- Ion Ansotegi (* 1982), Fußballspieler
- Xabi Irureta (* 1986), Fußballspieler